# لبه کوچک
لبه کوچک (انگلیسی: Labia minora) به لبهٔ درونی عضو فرج گفته می‌شود که عضوی از دستگاه تناسلی زنانه است. لبه‌های کوچک از نظر شکل، اندازه و رنگ بسیار گوناگون و از شخصی به شخصی دیگر متفاوتند.

## نگارخانه

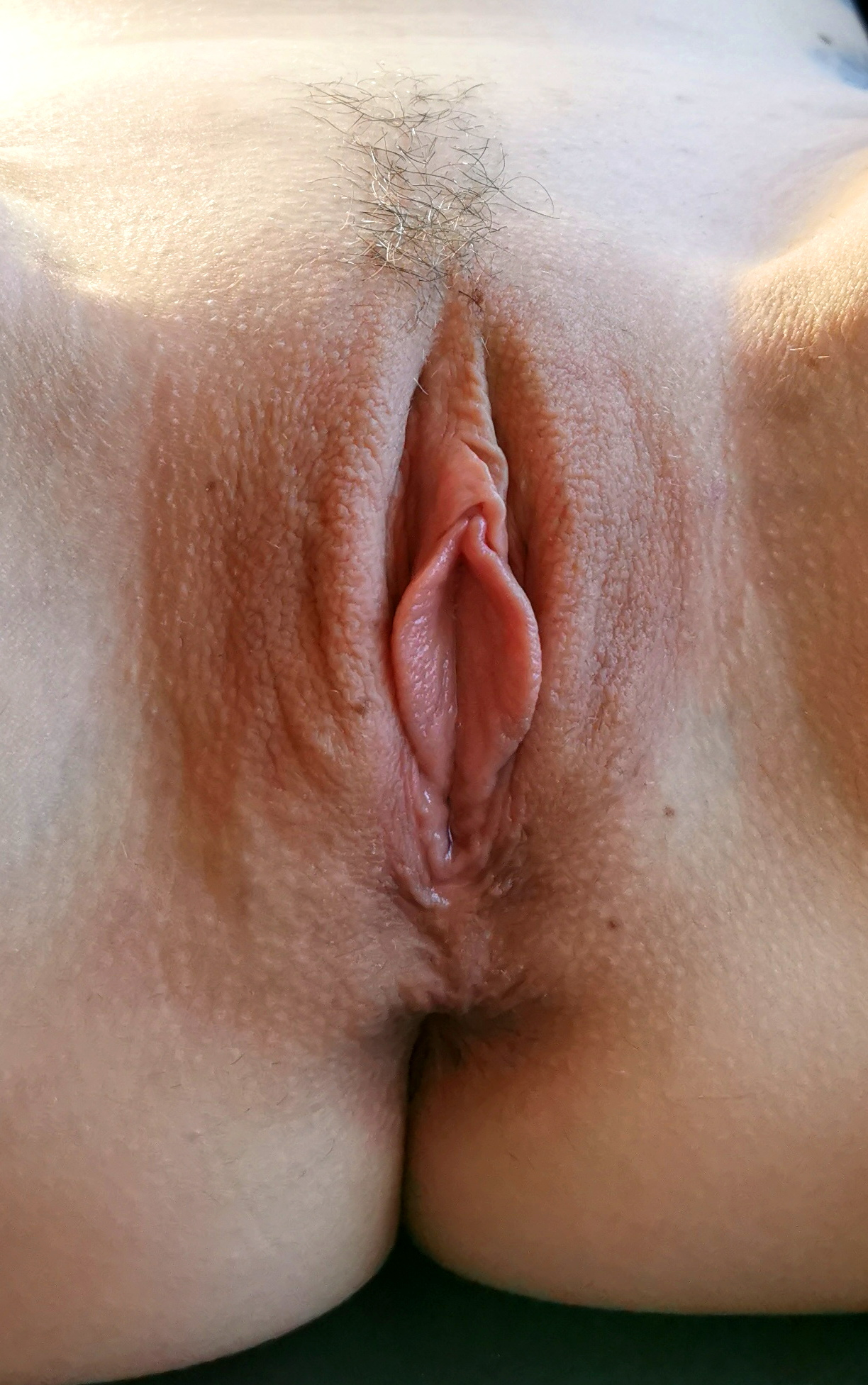
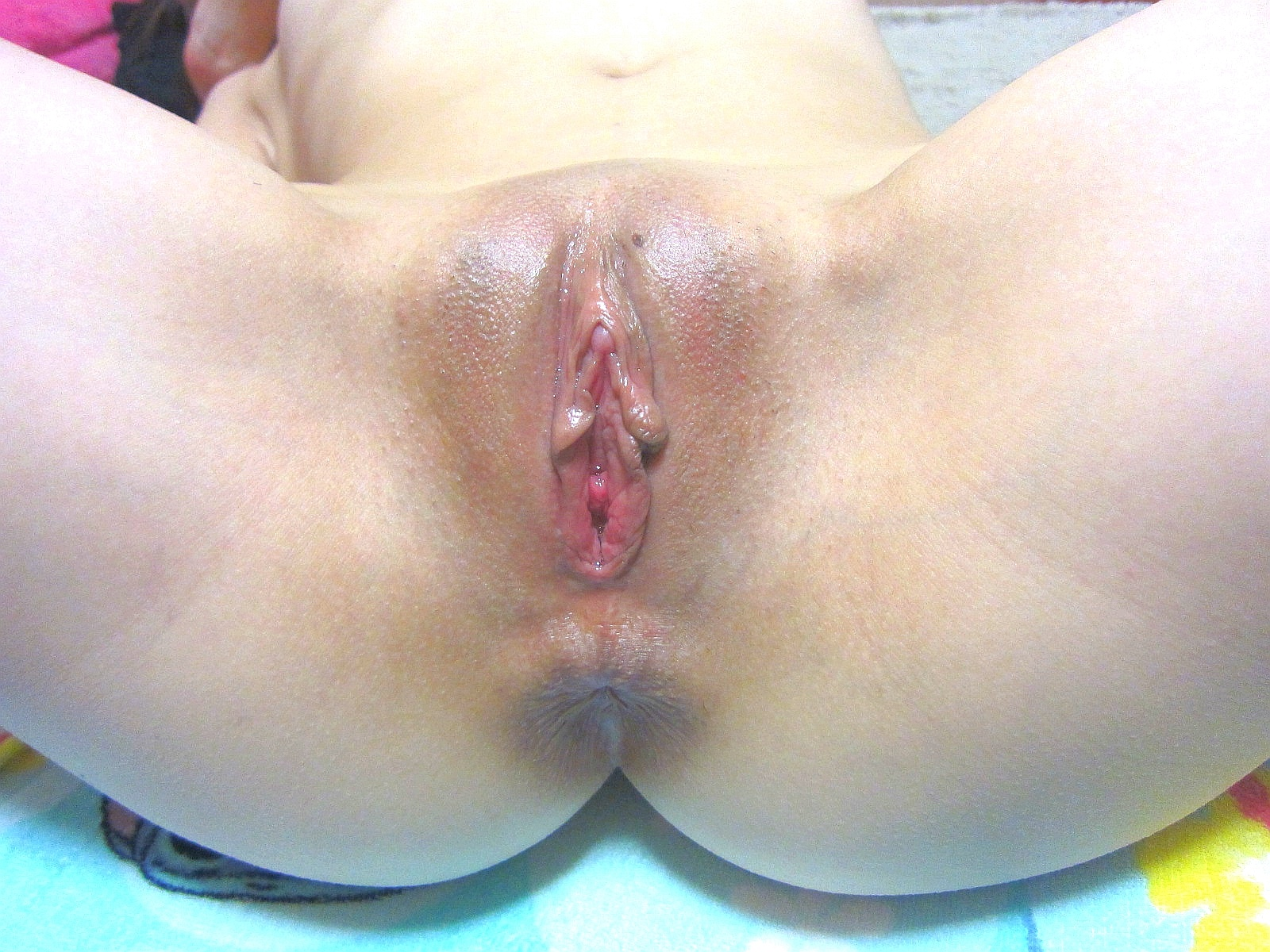
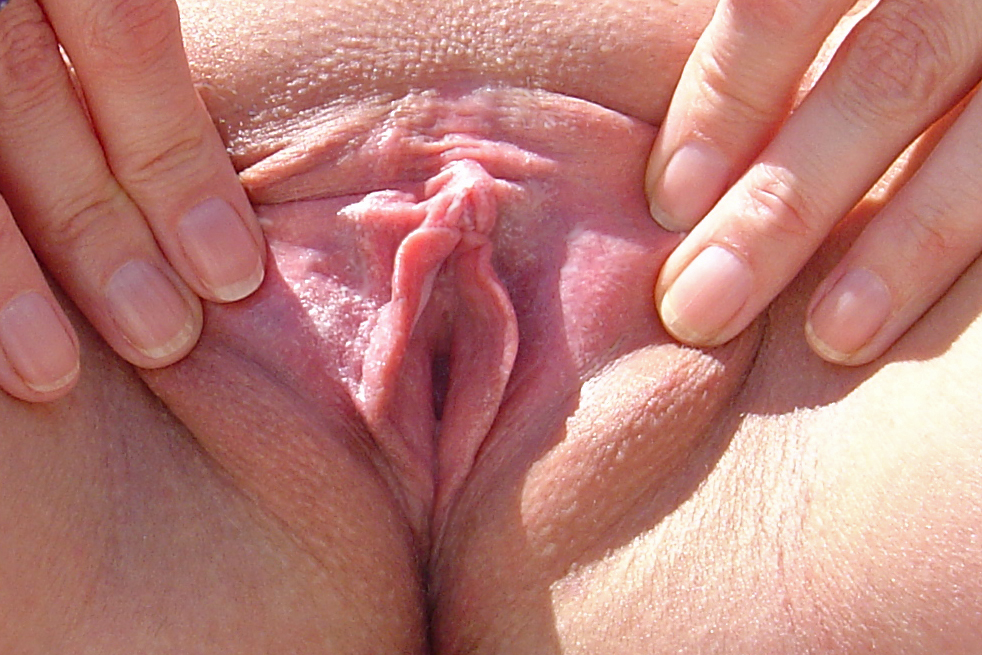